# Presión poblacional
La presión demográfica es un término que resume el estrés provocado por una densidad demográfica demasiado alta y sus consecuencias. El término se usa tanto en conjunto con la superpoblación humana como con otras poblaciones animales que sufren de demasiados individuos por área (o volumen, en el caso de los organismos acuáticos). En el caso de los seres humanos, no solo el número absoluto de individuos puede generar presión demográfica, sino también la sobreexplotación / consumo de los recursos disponibles y la consiguiente degradación ambiental por densidades de población normales. Del mismo modo, cuando la capacidad de carga del medio ambiente disminuye, las cifras de población sin cambios pueden resultar demasiado elevadas y volver a producir una presión significativa.
La "presión" debe entenderse metafóricamente e insinúa la analogía entre un gas o fluido que, bajo presión , tenderá a escapar de un recipiente limitado. De manera similar, la "presión demográfica" en las poblaciones animales en general generalmente conducirá a una actividad migratoria , mientras que en los humanos puede causar adicionalmente la pérdida de tierras debido a la conversión de tierras en áreas previamente deshabitadas y al desarrollo . Cuando no se dispone de espacio para evadir la presión, otra consecuencia grave puede ser la reducción o incluso la extinción de la población bajo presión.
Con base en las ideas de Malthus expuestas en An Essay on the Principle of Population , Charles Darwin teorizó que la presión de la población debe generar una lucha por la existencia en la que muchos individuos mueren, dejando a las variantes mejor adaptadas con más probabilidades de sobrevivir y reproducirse.